# Synagoga Tignera w Krakowie
Synagoga Tignera – synagoga znajdująca się w Krakowie na Starym Mieście, w oficynie kamienicy przy ulicy Grodzkiej 28.

## Historia
Synagoga została zbudowana w 1913 roku z inicjatywy Mordechaja Tignera. W 1921 roku budynek został zmodernizowany, a w 1931 roku przebudowany przez żydowskich architektów Izydora Goldbergera oraz Izraela Messingera. Uroczyste otwarcie synagogi miało miejsce w 1932 roku, w pierwszą rocznicę śmierci Mordechaja (Markusa). Wówczas wystąpił chór pod batutą profesora Sperbera i nadkantor Kauffman z pieśnią „El male rachmim”, a okolicznościowe kazanie wygłosił nadrabin Józef Nechemiasz Kornitzer. W budynku mieściła się także biblioteka. Na początku II wojny światowej synagoga została w nieznacznym stopniu zdewastowana przez hitlerowców.
Po zakończeniu wojny pomieszczenia synagogi przejęły Bazy Zaopatrzenia Materiałów Technicznych dla Spółdzielni umiejscawiając w nich magazyn włókienniczy. Istniało jeszcze wtedy wyposażenie liturgiczne głównej sali modlitw i rozważano możliwość jego ewentualnego, nieodpłatnego przekazania Kongregacji Wyznania Mojżeszowego w Krakowie. Po opuszczeniu miejsca przez Bazę Zaopatrzenia budynek oddano w użytkowanie Miejskiemu Teatrowi Muzycznemu z przeznaczeniem na salę prób. Pogarszający się stan techniczny obiektu spowodował, że na początku lat 70. podjęto decyzję o konieczności natychmiastowego wykwaterowania teatru. Stan budynku określono jako „katastrofalny”. Pomimo tego w latach 80. został on wyznaczony na docelową siedzibę Capelli Cracoviensis, która po długich, ale bezowocnych staraniach o dotację na remont, nie zdecydowała się na jego objęcie. 
W 1974 roku Miejskie Biuro Projektów opracowało po raz pierwszy projekt techniczny rozbiórki budynku, który nie uzyskał akceptacji Miejskiego Konserwatora Zabytków. Powodem odmowy jego zatwierdzenia nie był brak koncepcji twórców opracowania na uporządkowanie miejsca po wyburzeniach. W piśmie skierowanym do autorów konserwator prosi o uzupełnienie dokumentacji w tym zakresie. W 1975 roku budynek synagogi został wpisany do rejestru zabytków, a granice zabytku określono na całość budynku w obrębie działki. Pół roku później projekt techniczny wyburzenia oficyn wraz z uzupełnieniem o harmonogram zagospodarowania podwórza uzyskał akceptację konserwatora. Przewidywał on rozbiórkę budynku i upamiętnienie miejsca poprzez zamontowanie ozdobnych krat z drzwi wejściowych w pozostałości muru pomiędzy sąsiadującymi kamienicami. Z nieznanych przyczyn do rozbiórki budynku nie doszło.
W czerwcu 1980 roku Miejskie Biuro Projektów przygotowało na zlecenie Zarządu Rewaloryzacji Zespołów Zabytkowych Krakowa, opracowanie „Ekspertyza konserwatorska (naukowo-historyczna z częściowymi badaniami)” – dzieło to nie jest komplementarne, dopisano na nim ręcznie „Tom 1”. W rozdziale IX ujęto wnioski konserwatorskie:
„Zabudowa oficyn nie posiada wartości estetycznych a ich stan konstrukcyjny kwalifikuje je do wyburzenia. Należy jednak rozważyć możliwość zachowania oficyny tylnej, która ze względu na specyficzną formę przestrzenną może zostać zaadaptowana dla nietypowych funkcji (np. mała sala kinowa, kameralny teatr, sala muzyczna). W przypadku wyburzenia oficyn należy zachować elementy uznane za zabytkowe, oraz drzwi (2 sztuki) i okno zachowane w elewacji północnej oficyny bocznej południowej w poziomie parteru i I piętra z motywem gwiazdy Dawida”.
W lipcu 1980 roku Wydział Ochrony Zabytków UMK ustosunkował się do przedłożonego projektu nie zatwierdzając postulowanych zmian. Dopuszczono możliwość rozbiórki oficyn bocznych, ale zastrzeżono konieczność utrzymania oficyny tylnej. W 1988 roku na terenie synagogi dokonano przeprowadzoną komisyjnie wizję lokalną. Budynek określono w nim jako zruderyzowany i wymagający natychmiastowego remontu. W połowie lat 90. synagoga, zgodnie z obietnicą ówczesnego prezydenta Krakowa Józefa Lassoty, miała zostać przekazana do Społecznego Komitetu Odnowy Zabytków Krakowa z wnioskiem o ujęcie w planach rewaloryzacyjnych za rok 1997. Wobec braku funduszy remont budynku nie doszedł do skutku. W 2025 roku wnętrze odrestaurowano i znajduje się tam piekarnia. 

## Architektura
Murowany budynek synagogi wzniesiono w stylu modernistycznym z nielicznymi elementami neostylowymi. Całość mogła pomieścić około 200 wiernych. W Nowym Dzienniku z okazji otwarcia synagogi w 1932 roku, zamieszczono jej opis:
„Całość objęta odrębnym budynkiem, położonym w podworcu tej realności, składa się z dwóch kondygnacji, parterowej, przeznaczonej dla mężczyzn oraz piętrowej, obejmującej miejsca dla kobiet. Budynek nakryty jest szklanym dachem, oświetlającym doskonale wnętrze gmachu. Wnętrze domu modlitwy, utrzymane w białym kolorze, ozdobione jest rzeźbami sztukatorskimi. Z sufitu zwisa dwadzieścia kilka ozdobnych świeczników. Nad środkową nawą zwisa piękny wieloramienny świecznik, jakiego cztery identyczne ozdabiają komnaty na Wawelu. Na lewo od nawy głównej wmurowana jest dużych rozmiarów tablica z czarnego marmuru poświęcona pamięci błp. Markusa Tignera. Po drugiej stronie podobna, mniejszych rozmiarów, obejmująca nazwiska zarządu bożnicy i jej budowniczych. Całość wykonał arch. inż. Izydor Goldberger„
Zachowała się prawie w całości stolarka okienna o podziałach w kształcie gwiazdy Dawida, żelazne schody autorstwa Ludwika Gutmana, ornamentalna dekoracja stiukowa oficyn, arkadowo zamknięte kraty drzwi wejściowych z motywami roślinnymi, menor i gwiazd oraz znajdujący się nad nimi hebrajski napis: בית המדרש של ר מרדכי טיגנער זל, który oznacza bejt ha-midrasz im. Mordechaja Tignera bp. [błogosławionej pamięci]. Na pierwszym piętrze, ponad główną salą modlitw znajduje się babiniec o przeszklonym, zwierciadlanym sklepieniu z motywem gwiazdy Dawida, doświetlany przez boczne okrągłe okienka o mlecznych szybach. W sali głównej do lat 60. istniała jeszcze ośmioboczna bima z metalowa balustradą.
Z oryginalnego wyposażenia zachowały się dwie granitowe tablice: fundacyjna i jorcajtowa, które obecnie są eksponowane na stałej wystawie w Starej Synagodze w Krakowie.

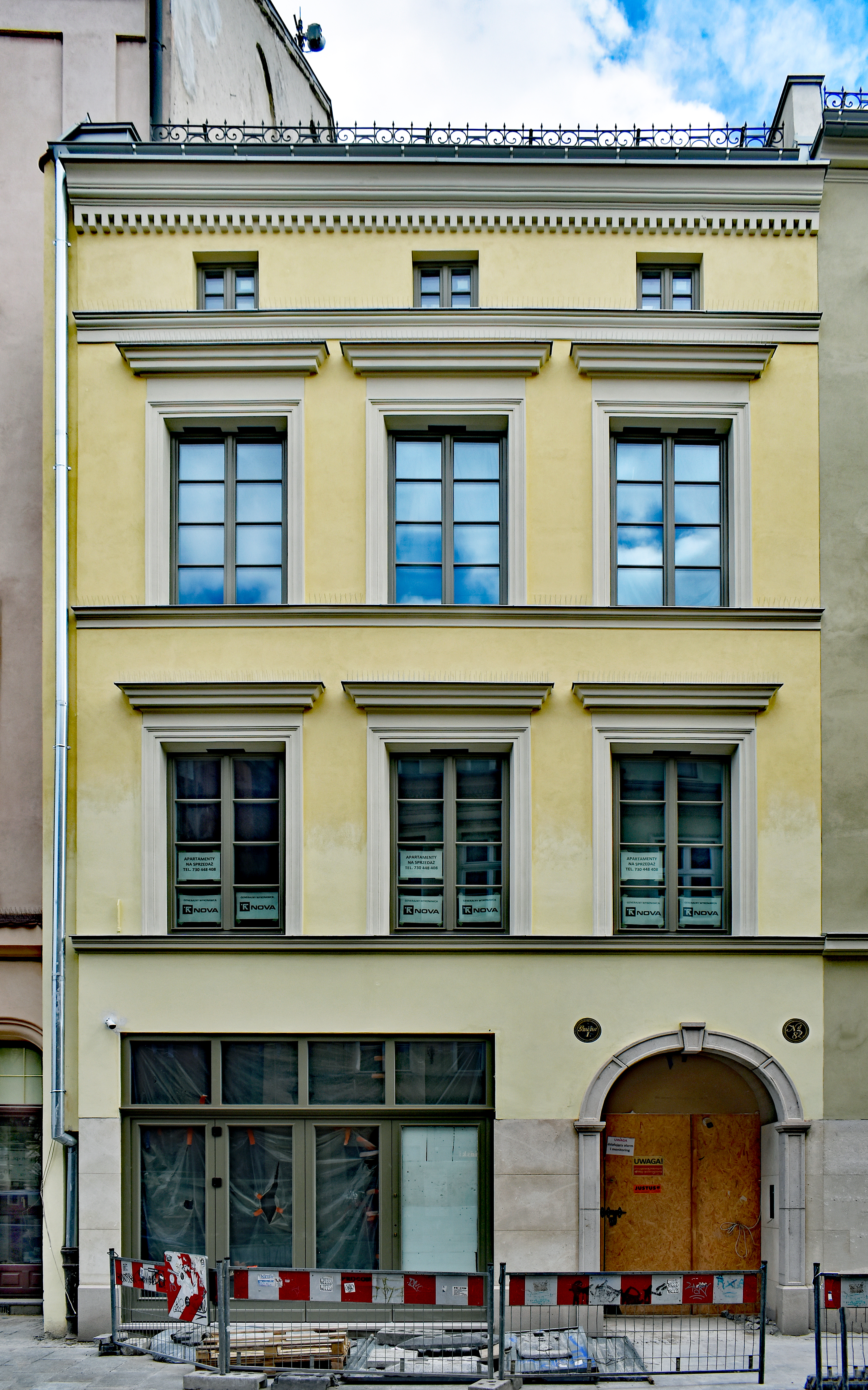
Kamienica frontowa (2024) ul. Grodzka 28
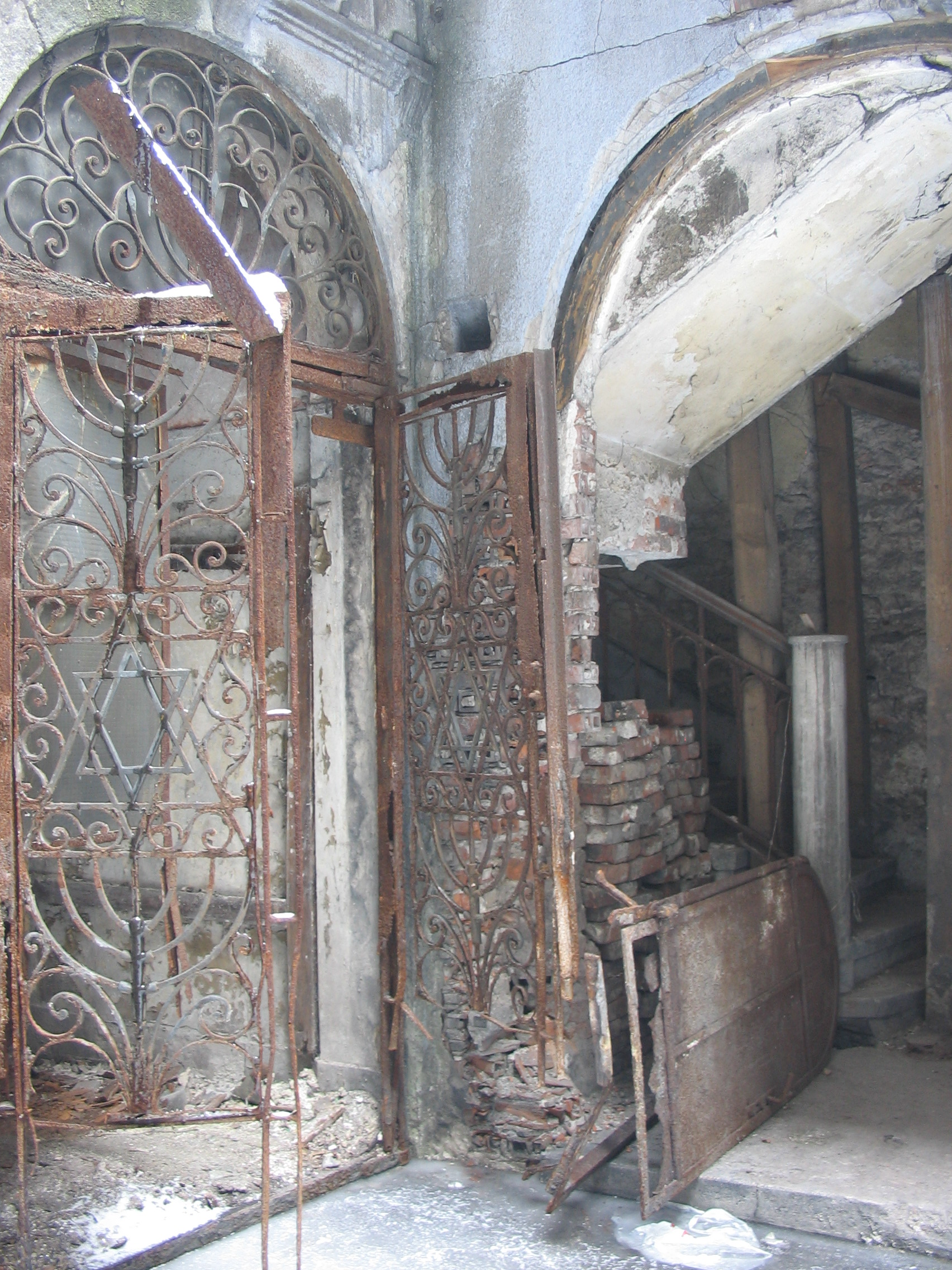
Ozdobne kraty wejściowe
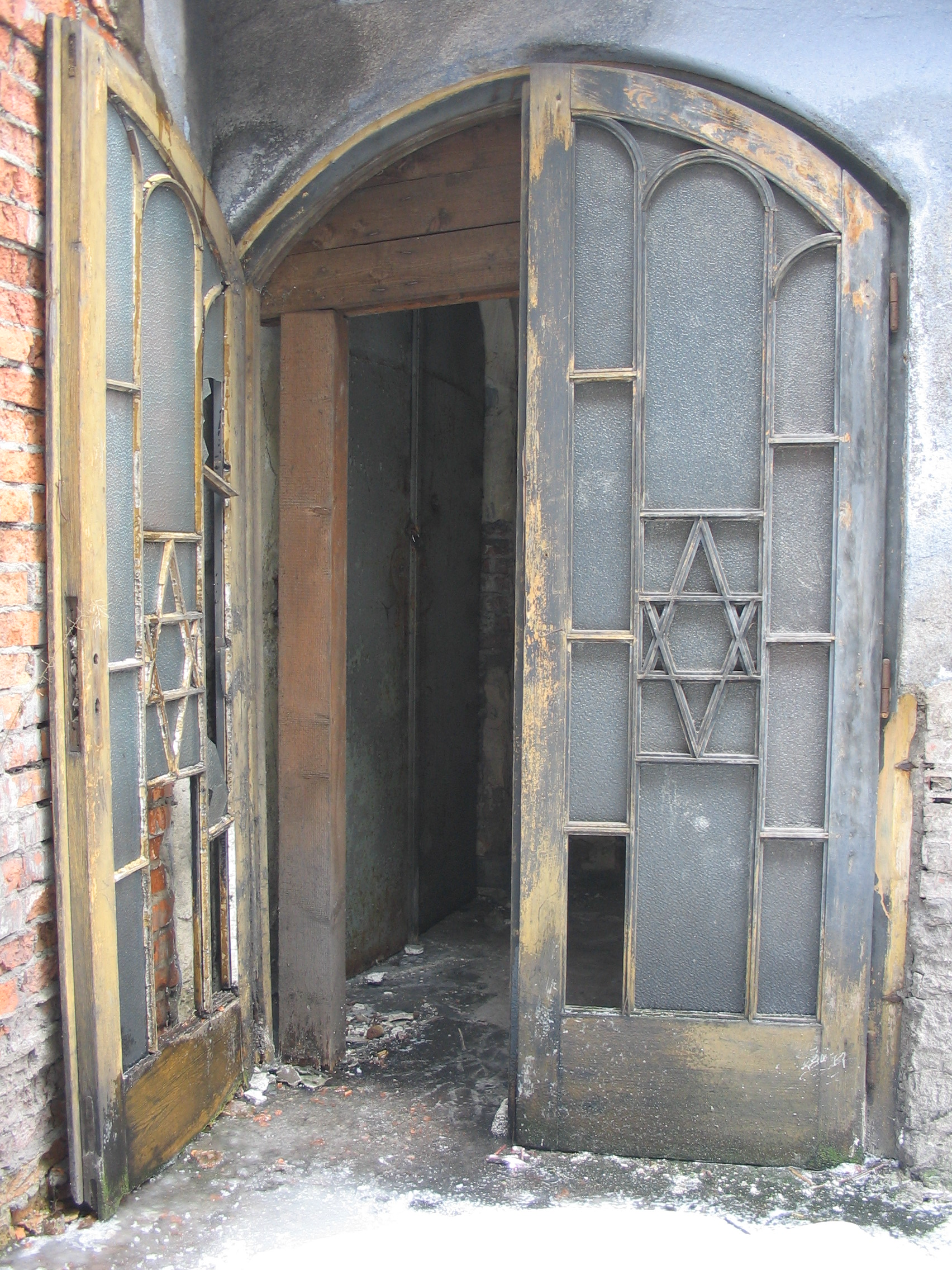
Drzwi z gwiazdą Dawida
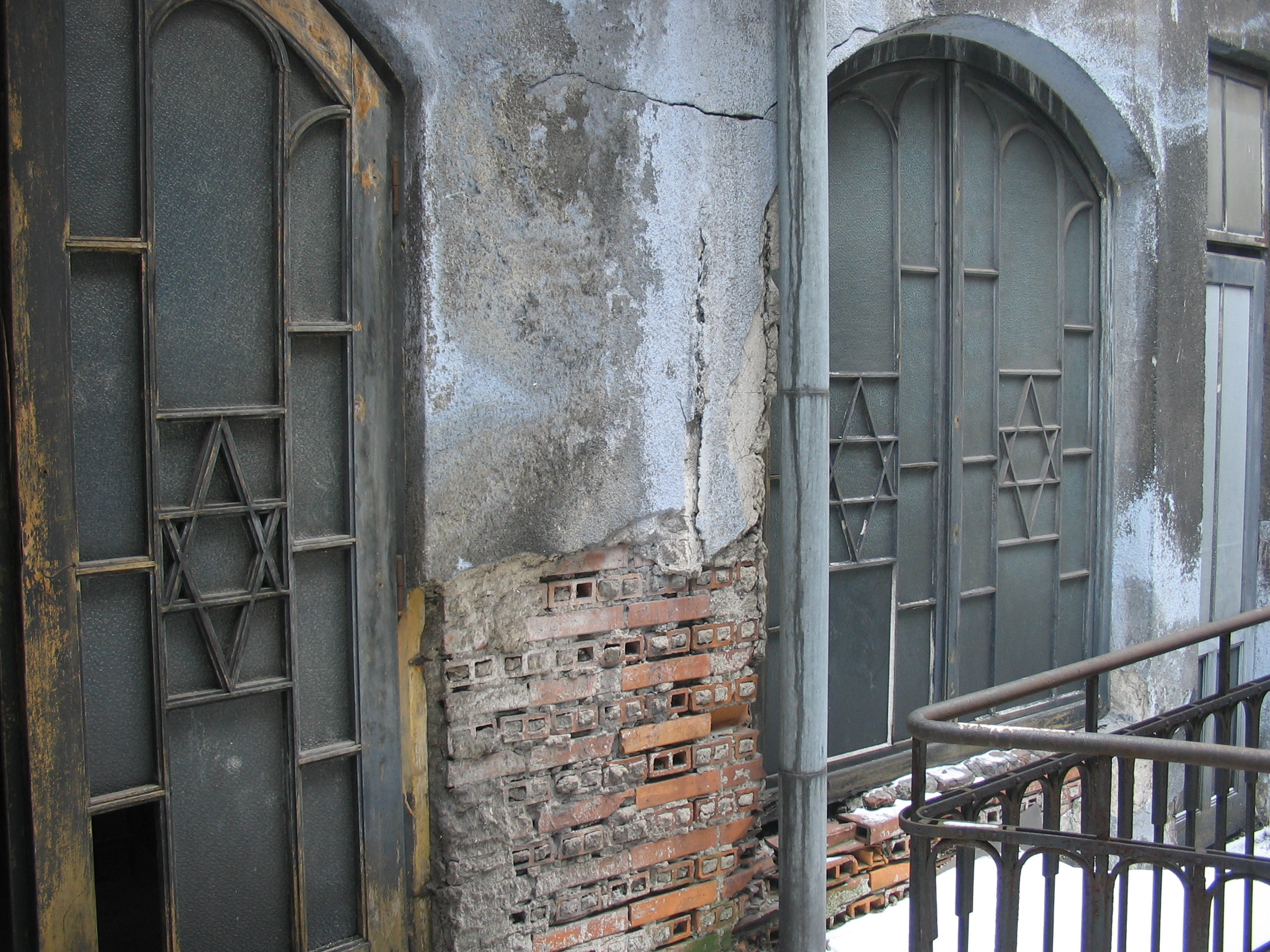
Okno z gwiazdą Dawida
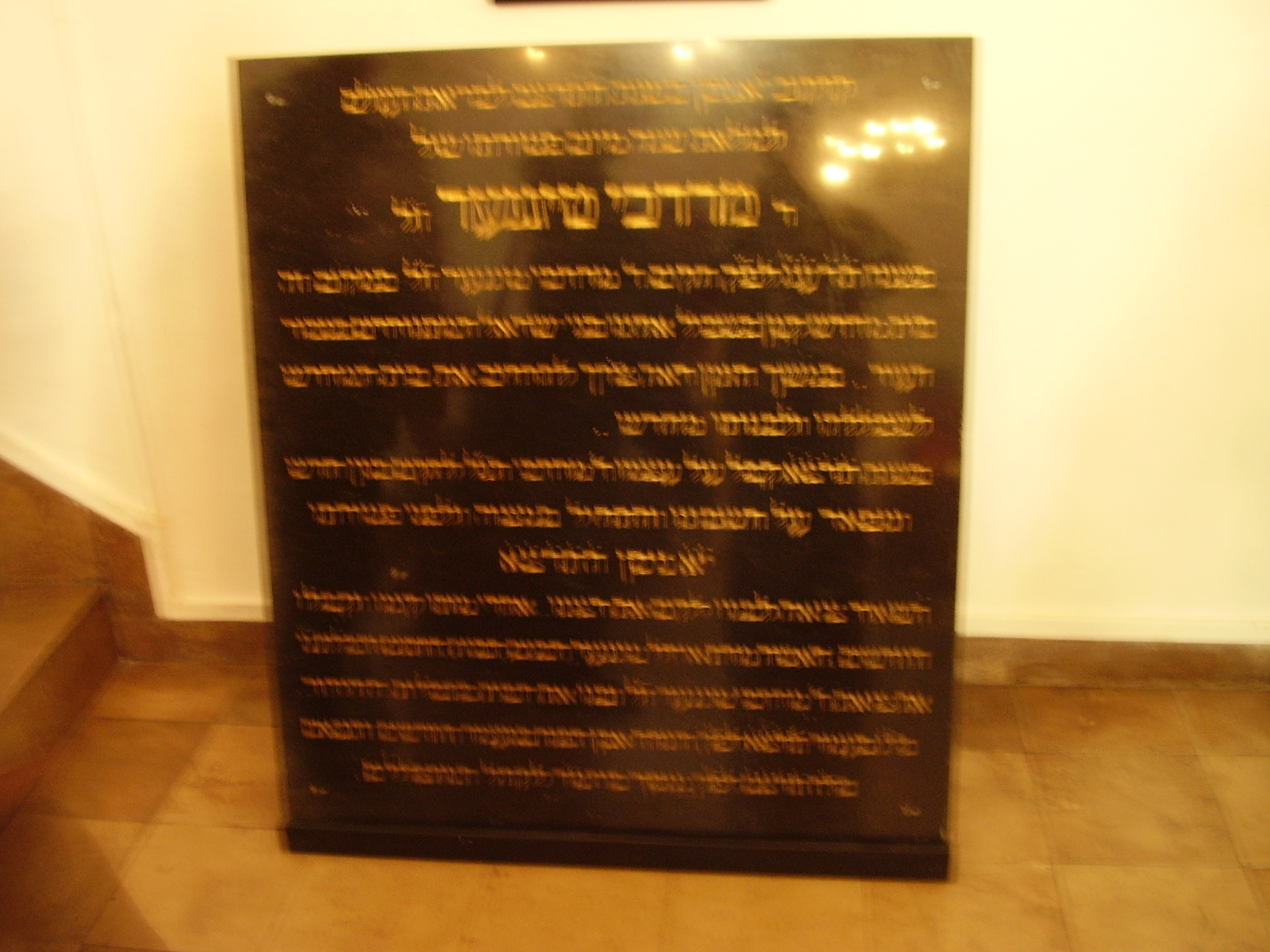
Tablica fundacyjna
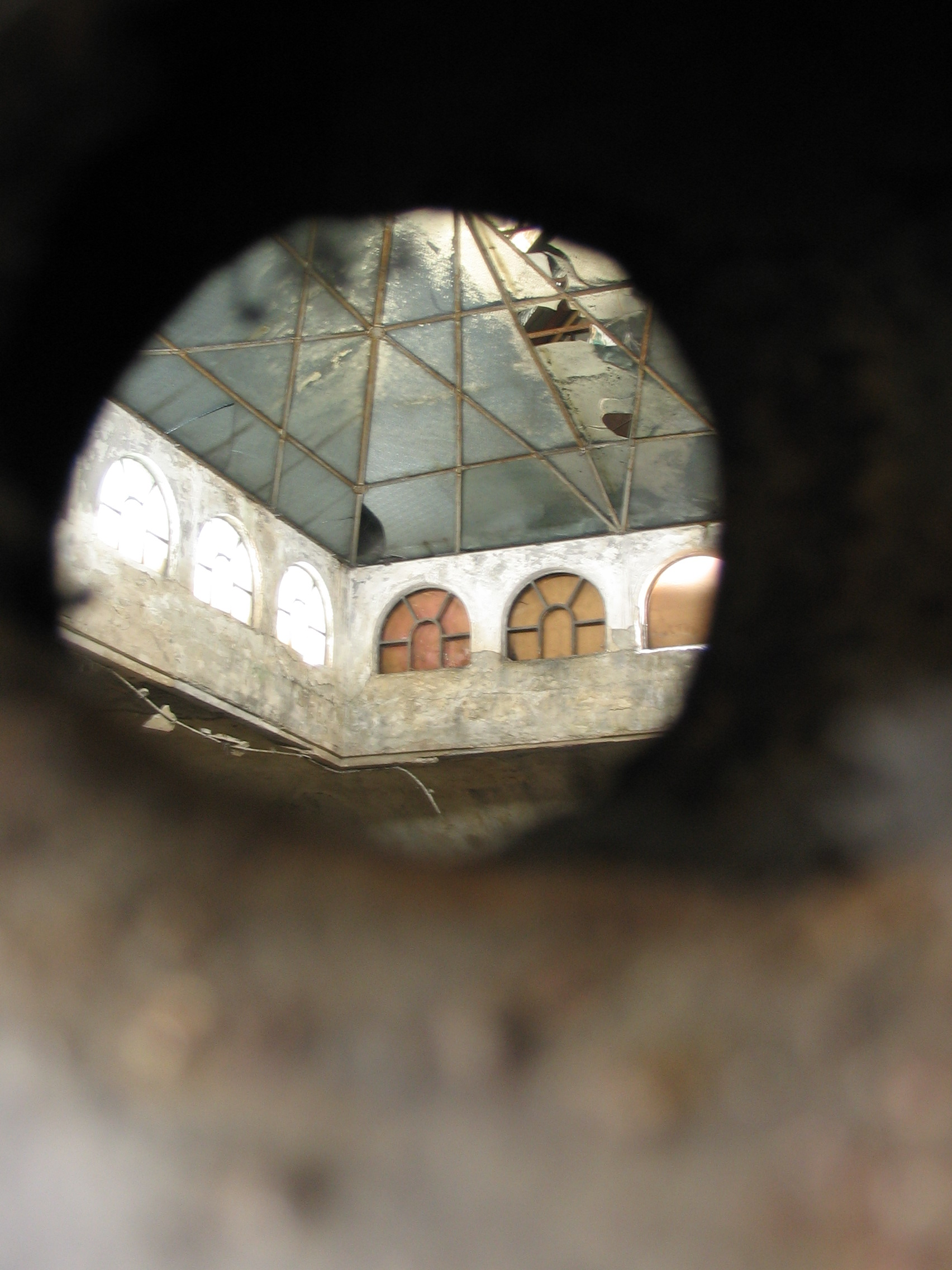
Widok na szklane sklepienie i okna